# Duivenoverlast

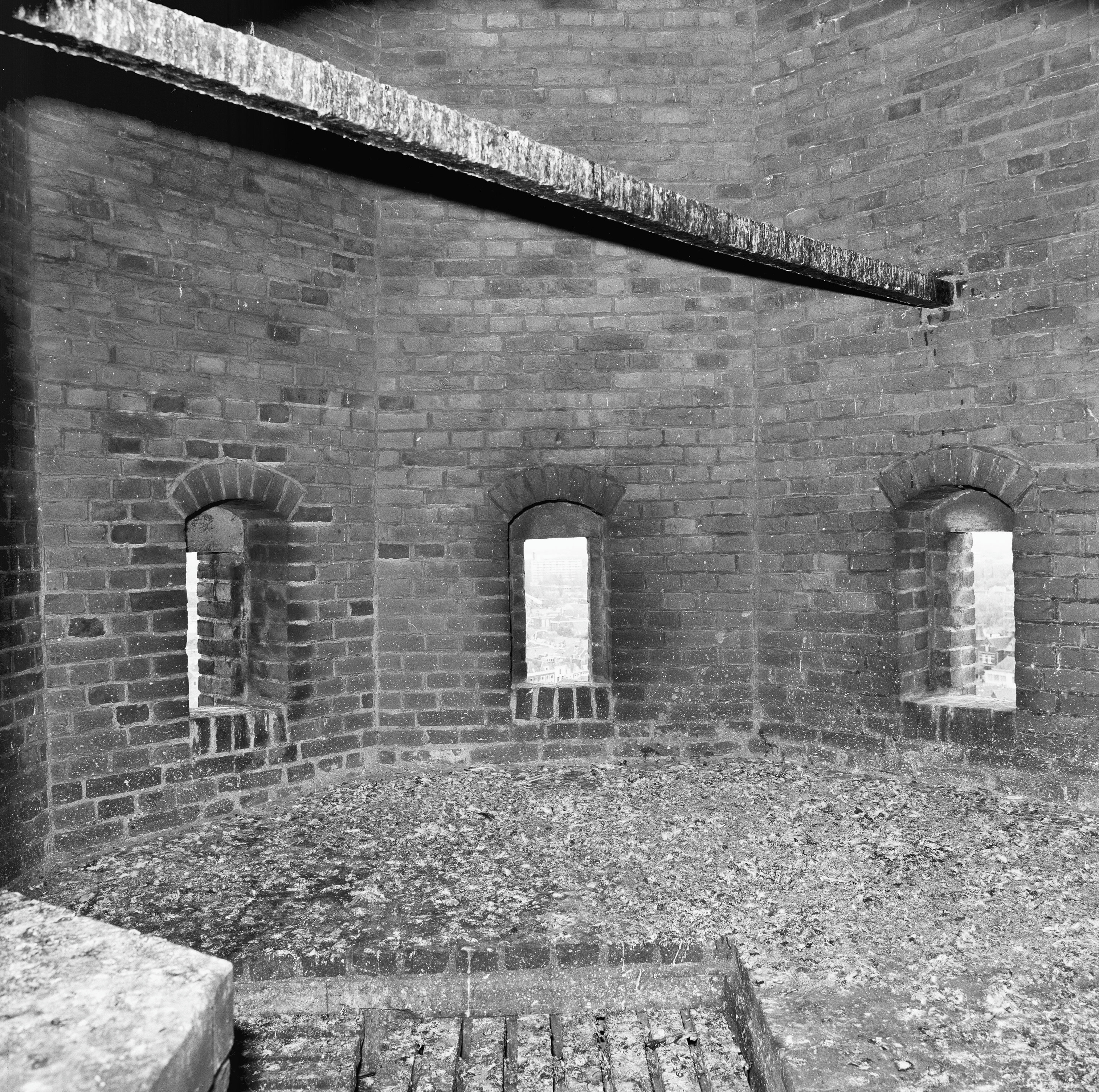
Duivenpoep in kerktoren

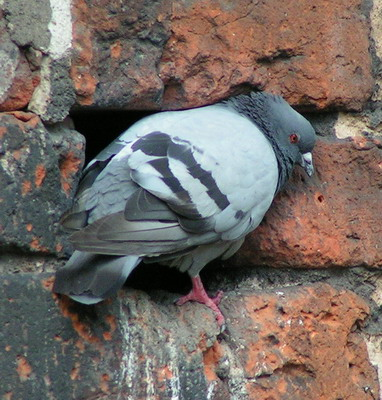
Een gevelbevuilende duif

Duivenoverlast is een door stadsduiven en verwilderde postduiven veroorzaakte vorm van overlast in diverse middelgrote en grote steden. De overlast komt voor in de vorm van bevuiling en aantasting van onder andere gevels, informatiepanelen (bijv. op stations), stoepen en balkons door mest van de duiven en – vooral 's zomers – de geluidsoverlast van het koeren in de vroege morgen.

## Ziekteverwekkers
Wetenschappelijk onderzoek naar duiven als ziekteverwekkers heeft niet tot eensluidende conclusies geleid. Een groep Spaanse onderzoekers concludeert dat stadsduiven levende 'opslagplaatsen' van bacteriën zijn, die bij contact op de mens kunnen worden overgedragen en ziekten als griep, longontsteking of acute diarree kunnen veroorzaken. Andere onderzoekers, zoals G. Glünder, bioloog aan de Veterinaire Hogeschool van Hannover, wijzen erop dat genoemde ziektes door inademing van de ziekteverwekkers eerder overgedragen worden door siervogels als papegaaien en parkieten (psittaciden) dan door stadsduiven en dat het besmettingsgevaar voor postduivenhouders door het nauwe contact met de vogels minstens even hoog is. Infectiegevaar bestaat er volgens deze onderzoekers alleen wanneer mensen of hun voedingsmiddelen direct in aanraking komen met besmette vogels of besmette uitwerpselen.

## Overlastbestrijding

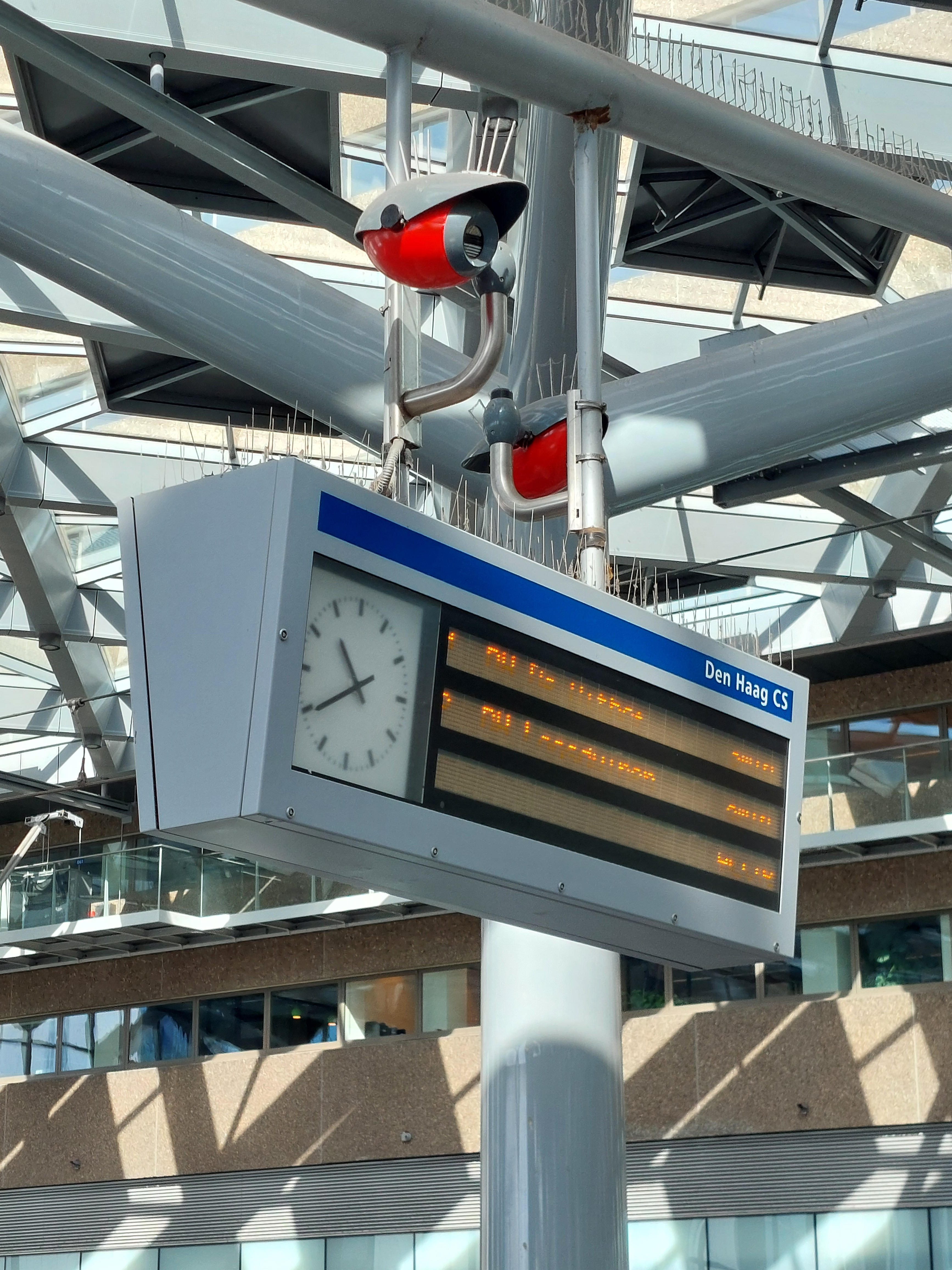
Anti duivenpinnen op tramperron Den Haag Centraal

In het verleden hebben de meeste steden de oplossing gezocht in het bejagen met roofvogels of het vangen en doden van duiven (onder meer door vergassing). Dit wekt weerstand op bij bewoners met een zwak voor de duiven. Het resultaat van het doden van de dieren is tijdelijk, waardoor het op termijn een dure oplossing is. Alternatieven voor het vernietigen van de duif zelf zijn de sterilisatie, maar als dit onverdoofd gebeurt, is het erg pijnlijk, of de tillenmethode, waarbij het broedsel vervangen wordt door kunsteieren. Een preventieve maatregel is ook het verbod op het ongecontroleerd voeren (buiten de tillen), door het publiek. Om de duiven te beletten informatiepanelen, gevels of muren te bevuilen, worden op potentiële zit- en nestelplaatsen kleine metalen anti-duivenpinnen aangebracht.